# Mill Creek (dopływ Fall Creek)
Mill Creek – strumień w Stanach Zjednoczonych, w stanie Nowy Jork, w hrabstwie Tompkins. Strumień jest jednym z dopływów Fall Creek, wpada do tejże w miejscowości Freeville. Długość cieku nie została określona, natomiast powierzchnia zlewni wynosi 19,9 km².